# بخش صفر

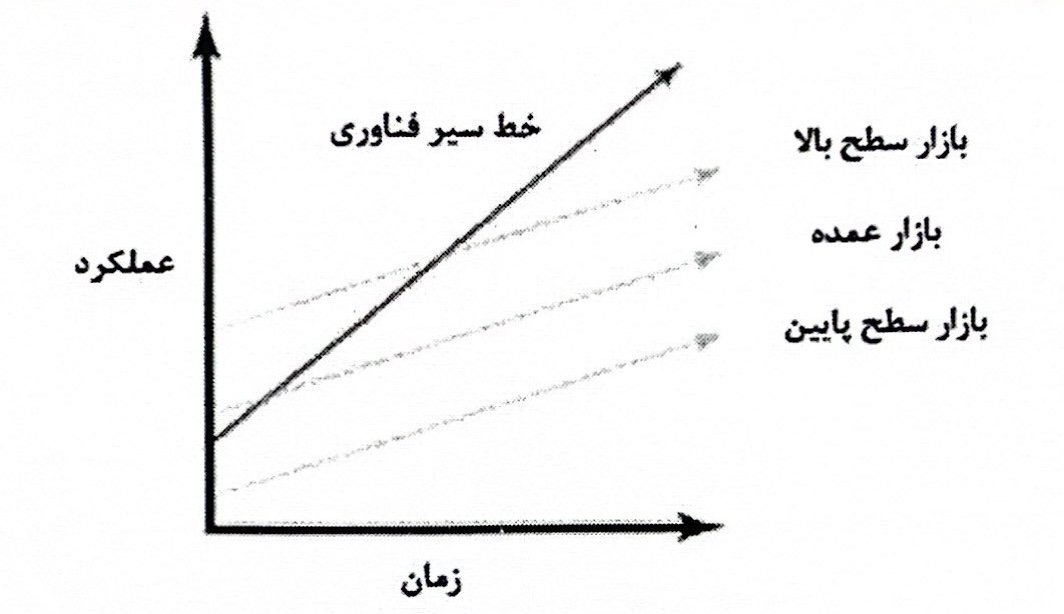
خط سیر فناوری سطح پایین با خط سیر بازار انبوه تلاقی پیدا می‌کند.

به‌طور معمول فناوری‌ها به سرعت پیشرفت می‌کنند، اما این پیشرفت نیازهای مشتریان را در نظر نمی‌گیرد و آن را زودتر به بازار عرضه می‌کنند به‌همین دلیل، فناوری‌های اولیه ممکن است بهبود یابند و نیازهای عمومی را برآورده کنند. اما در طول زمان، ممکن است مشتریان احساس کنند که برای ویژگی‌هایی پول می‌پردازند که به آنها نیاز ندارند و اگر به بازار سطح پایین‌ توجه نشود، ممکن است رقبای دیگری برای تامین این نیازها وارد بازار شوند.
«بخش صفر» (به انگلیسی: segment zero) بخشی از بازار است که اغلب توسط اکثر افراد حاضر در بازار نادیده گرفته می‌شود. به این دلیل که افراد مایل به پرداخت هزینه بیشتر نیستند یا به فناوری جدید که دائما به‌روز می‌شود نیاز ندارند.
هنگامی که رقابت در یک صنعت سبب کاهش قیمت و حاشیه سود می‌شود شرکت‌ها تلاش می‌کنند تا فروش خود را افزایش دهند و محصولاتی با عملکرد بالا و دارای ویژگی‌هایی که سبب بدست آوردن حاشیه سود بیشتر می‌شود تولید کنند. پس هر چقدر خط سیر بهبود فناوری و خط سیر تقاضاهای مشتری شیب رو به بالا داشته باشد، شیب خط سیر بهبود فناوری تندتر است؛ در شکل زیر خط سیر فناوری ابتدا در نقطه‌ای آغاز می‌شود که عملکرد آن متناسب با تقاضای بازار انبوه است اما با گذشت زمان تندتر از انتظارات بازار انبوه افزایش پیدا می‌کند زیرا شرکت، بازار سطح بالا را هدف قرار می‌دهد. زمانی که بهای فناوری بالا می‌رود ممکن است بیشتر بازار گمان کنند برای ویژگی‌های از فناوری که ارزشی برایش ندارد بیش از اندازه هزینه می‌کنند. 

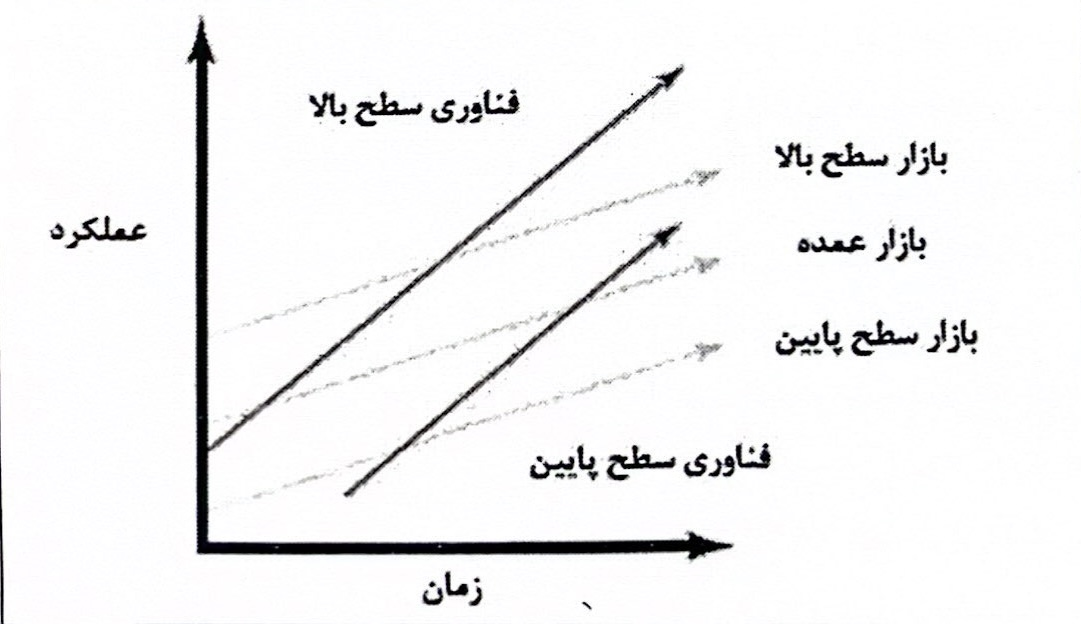
خط سیرهای بهبود نوآوری و الزامات مشتری

هنگامی که شرکت‌های فعال در بازارهای سطح پایین با فناوری‌های ساده‌تر در خط سیر خود بالا می‌روند (که شیبش تندتر از شیب خط سیر انتظارات مشتری است)، در نهایت به سطحی از عملکرد می‌رسند که تقاضاهای بازار انبوه را برآورده می‌کنند در حالی که بهایی به‌مراتب پایین‌تر از فناوری اصلی طلب می‌کنند. در این نقطه شرکت‌های عرضه‌کننده فناوری اصلی یکباره می‌بینند حجم بزرگی از درآمد فروش خود را به رقیبانی در صنعت می‌بازند که دیگر چندان سطح پایین نیستند.